# Nádasdladány
Nádasdladány is een plaats (község) en gemeente in het Hongaarse comitaat Fejér. Nádasdladány telt 1870 inwoners (2001).